# Punta Escaleras
La Punta Escaleras és un cim de 3.027 m d'altitud, amb una prominència de 22 m, que es troba al massís del Mont Perdut, a la província d'Osca (Aragó). La primera ascensió la va realitzar Louis Ramond de Carbonières el 10 d'agost de 1802.
L'accés es pot fer a partir del Refugi de Góriz (2.190 m).